# Artilleria autopropulsada
L'artilleria autopropulsada, també anomenada artilleria mòbil, és una classe d'artilleria en la qual un vehicle serveix de plataforma de l'arma, en transporta la munició, la tripulació i altres sistemes necessaris per al seu funcionament.
L'artilleria autopropulsada té integrat en el seu propi sistema de transport un xassís blindat de tracció per erugues o rodes. Això li dona l'avantatge de poder ser a prop d'altres unitats blindades i, alhora, li dona protecció davant de tancs contra unitats d'artilleria enemigues. L'artilleria autopropulsada usualment es fa servir per al bombardeig indirecte i pot estar armada amb morters, obusos o artilleria de coets.

## Història

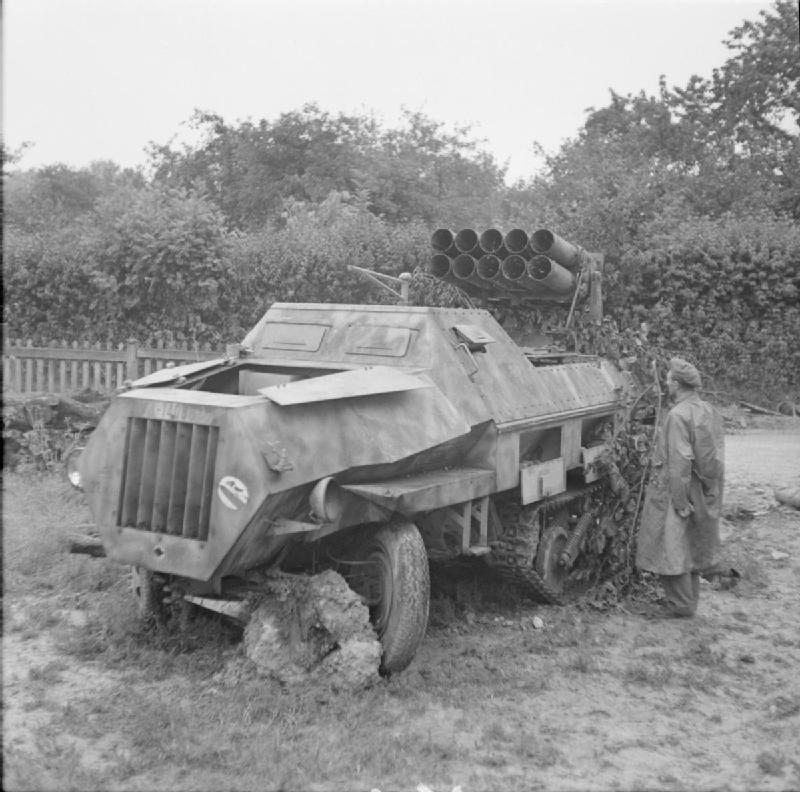
Un semieruga Panzerwerfer abandonat durant el desembarcament de Normandia és inspeccionat per un soldat britànic, 1944.

El concepte d'artilleria autopropulsada blindada es va introduir en la Primera Guerra Mundial, quan l'Exèrcit Britànic va modificar alguns tancs model Mark I amb una peça d'artilleria. Aquesta artilleria mòbil es podia disparar des de dins del tanc o bé es podia desmuntar i fer servir com a artilleria normal.
Durant la Segona Guerra Mundial, gairebé tota l'artilleria encara era transportada per cavalls o altres vehicles, i, tot i que la Blitzkrieg alemanya es basava en ràpids desplaçaments de tropes i tancs, una gran part de l'artilleria era portada per bombarders com l'Stuka. Una de les primeres artilleries autopropulsades consistia en camions normals que no tenien protecció ni per als tripulants. Els alemanys van ser uns dels primers a experimentar amb artilleria blindada, i van inventar diversos vehicles, com l'SdKfz 124 Wespe i el Hummel. Els soviètics també van ser uns dels primers a aplicar aquest concepte, i van produir tancs com el SU-85 i l'SU-100; així mateix, van inventar una nova forma d'artilleria autopropulsada, l'artilleria de coets, amb el Katiuixa. Els nord-americans i els anglesos també van produir els seus tancs, com l'M7 Priest i el Sexton (25 pdr).

## Artilleria moderna
Des de finals del s.XX els atacs de llarg abast i que requereixen precisió se solen dur a terme amb atac aeris o de míssils de creuer. Però l'artilleria segueix essent més efectiva per a donar suport immediat, ja que té més disponibilitat, menor temps de reacció i uns costos per projectil molt més baixos. L'abast i precisió de l'artilleria de canó també està augmentat, gràcies al desenvolupament de tecnologies que automatitzen l'encarament del canó, la transmissió de dades de l'objectiu i, darrerament, el desenvolupament de munició per a canons o morters amb guiatge làser o per GPS/inercial.
Alguns exemples d'artilleria autopropulsada que han entrat en servei recentment són basats en camions 6x6 o 8x8 (com el francès Caesar o el suec Archer). Mentre que d'altres continuen amb una plataforma blindada i amb propulsió amb erugues com l'M109 dels Estats Units i el Panzerhaubitze 2000 alemanys.